# Șopârlă de pădure
Șopârla de pădure sau șopârla de luncă, șopârla pontică (Darevskia pontica, cu o denumire mai veche Darevskia praticola pontica, Lacerta praticola pontica) este o șopârlă din familia lacertide (Lacertidae) răspândită în sud-estul Europei (România, Bulgaria, Serbia, Grecia, Turcia europeană) și în vestul Caucazului (Georgia). În România se găsește în sud-vestul și sud-estul țării – Banat (Plavișevița, Dubova-Ogradena, Băile Herculane, Coronini, Zlatița, Mehadia, Nadrag, Vârciorova), Muntenia (Plenița, pădurea Snagov, Căldărușani, București, pădurea Băneasa, pădurea Brănești, Cernica, Pasărea, Comana, Țigănești) și Dobrogea (pădurea Alimanu). Trăiește în pădurile de foioase din câmpia Dunării, în locurile mai umede, prin văi și pe lângă bălți, în părțile mai umbrite ale pădurii, atât la câmpie, cât și în zona submontană, până la circa 600 m altitudine, ca și pe văile Cernei și ale afluenților ei, unde urcă până la altitudinea de 400-500 m. 
Este o șopârlă mică (17 cm). Are capul mic, înalt, botul scurt și obtuz. Trunchiul este lung, subcilindric, ușor lărgit la mijloc. Membre sunt relativ robuste și scurte. Coada lungă (mai lungă de 1,5-2 ori decât lungimea cap + trunchi) și subțire. Nara se află în mijlocul unui scut; între acest scut și ochi se găsesc numai două scuturi. Solzii dorsali sunt alungiți și carenați în partea mediană a spatelui, dispuși câte 34—43 într-un șir. Dorsal are un colorit brun-roșcat, cu o bandă vertebrală destul de lată, ruginie. Abdomenul este fără pete, la masculi galben-verde și verde mai intens pe coapsele posterioare, iar la femele alb sau gălbui. Masculii se deosebesc de femele prin talia mai mică, coada și membrele posterioare mai lungi; trunchiul mai scurt, porii femorali mai dezvoltați, coloritul ventral mai verde.
Șopârlele de pădure trăiesc în general izolate (mai rar în grupe), sorindu-se pe taluzul potecilor sau pe frunzar. Sunt active din aprilie-octombrie. Evită căldura prea mare, apărând mai frecvent dimineața și după-amiaza târziu. În captivitate sapă în nisip galerii cu două ieșiri. Hrana constă din insecte.  Are numeroși dușmani, printre care gușterul (Lacerta viridis) și șarpele de alun (Coronella austriaca) care le iau drept hrană. Ponta are loc în iunie, când femela depune 4-6 ouă de 7 x 12 mm, roz-gălbui, cu tegumentul zbârcit. Puii eclozează după 45 de zile și au o dimensiune de 51 mm